# Villaroger

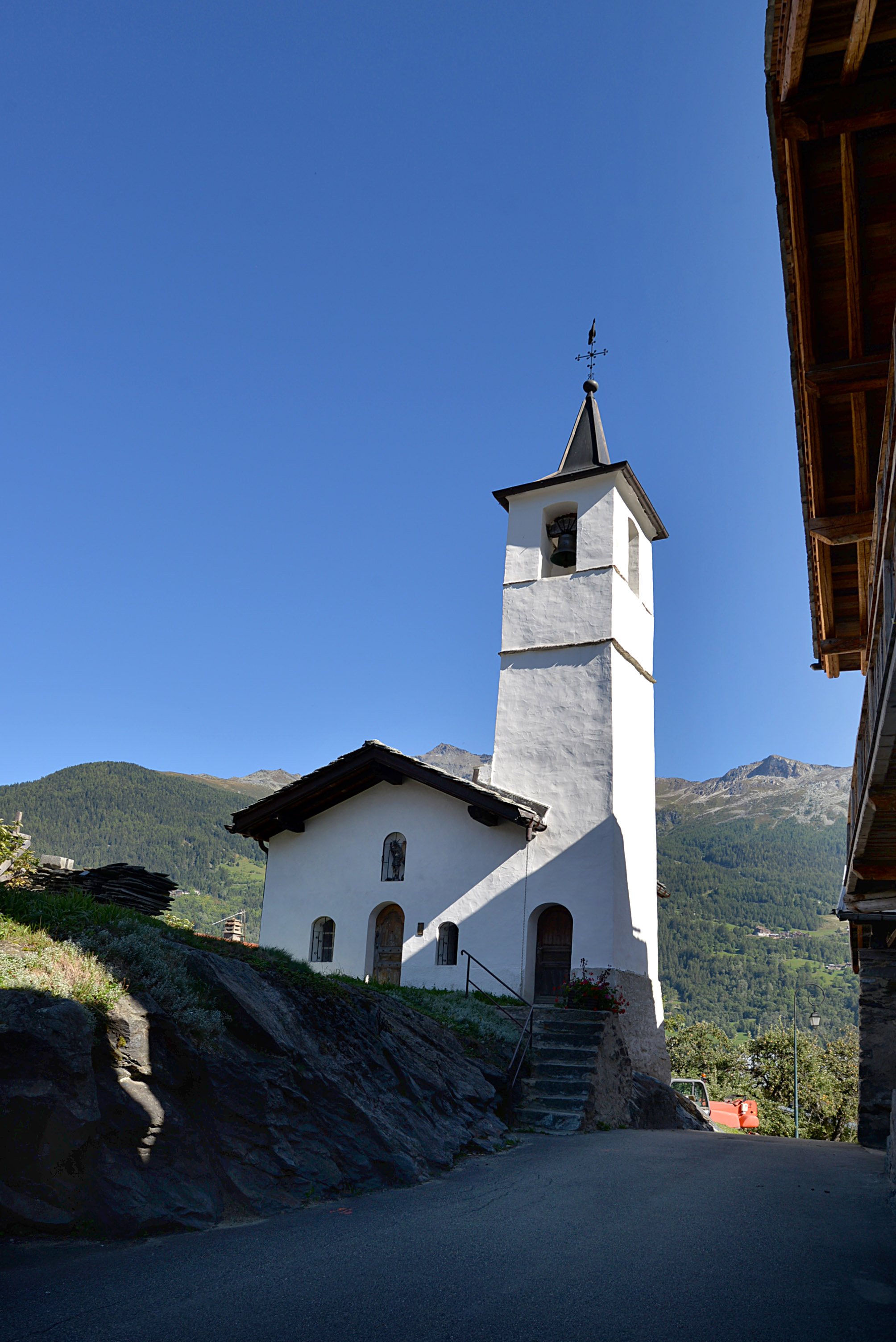
Chapelle Saint-Michel in Le Pré

Villaroger is een gemeente en skidorp in het Franse departement Savoie. De gemeente telt 394 inwoners (2011). Villaroger sluit aan op het skigebied Les Arcs, deel van Paradiski.

## Geografie
De oppervlakte van Villaroger bedraagt 28,8 km², de bevolkingsdichtheid is 12,8 inwoners per km². Het dorp ligt in de Alpen aan de voet van de 3226 meter hoge berg Aiguille Rouge. Het zuiden van de gemeente vormt het natuurreservaat Hauts de Villaroger.
De onderstaande kaart toont de ligging van Villaroger met de belangrijkste infrastructuur en aangrenzende gemeenten.

## Demografie
Onderstaande figuur toont het verloop van het inwonertal (bron: INSEE-tellingen).

## Wintersport
Vanuit Les Arcs kan er geskied worden tot in Le Pré, het hogergelegen deel van Villaroger. Met drie achtereenvolgende skiliften, Le Replat, Plan des Violettes en Droset, geraken skiërs opnieuw uit het dal. Villaroger is dan ook maar minimaal geëxploiteerd als skidorp. In Le Pré en in het lager gelegen Villaroger zelf zijn er enkele horecazaken en chalets. Recent werden er sneeuwkanonnen geplaatst om de afdaling naar Villaroger, ook aan het begin en het einde van het seizoen, te garanderen. Er zijn plannen om het skidorp uit te breiden met meer overnachtingsplaatsen en horecazaken om er een "groen skidorp" van te maken.
In het zuiden van de gemeente Villaroger ligt het natuurreservaat Hauts de Villaroger. Skiën is hier in principe verboden, behalve onder begeleiding van een gids of na het volgen van een opleiding, en enkel langs een van twee afdalingen.